# Shawn O'Sullivan
Shawn O'Sullivan, född den 9 maj 1962 i Toronto, Kanada, är en kanadensisk boxare som tog OS-silver i lätt mellanviktsboxning 1984 i Los Angeles. I finalen besegrades han av Frank Tate från USA med 0-5.